# Marju Kõivupuu
Marju Kõivupuu (1960. november 14. –) észt filológus, kultúrtörténész, író és folklorista. 2013-ban az „Év polgárának” választották.

## Élete
Saru-Mäepõru faluban született Võru megyében. Folyékonyan beszéli a võro nyelvet. 1986-ban szerzett diplomát a Tartui Egyetemen észt filológusként. 1990 és 1993 között a Tartui Egyetemen, 1995 és 1999 között pedig az Észt Környezettudományi Egyetem doktori képzésén tanult. 2002-ben megvédte doktori disszertációját a temetkezési szokásokról Võrumaán.
2017-ben a Tallinni Egyetem Bölcsészettudományi Intézetének tudományos főmunkatársa volt a Táj és Kultúra Központjában. Később 2007 és 2017 között docens a Tallinni Egyetemen, az Észt Humanitárius Intézetben. 2005 és 2007 között a Tartui Egyetem tudományos főmunkatársa volt.
A Tallinni Egyetem Bölcsészettudományi Intézete Táj- és Kulturális Központjának tudományos főmunkatársa. Az előadások mellett kutatással és tanácsadással is foglalkozik. A Szellemi Kulturális Örökség Tanácsának tagja, a Szakrális Helyek Szakértő Tanácsának elnöke.

## Válogatott művek
- 2009 – Hinged puhkavad puudes
- 2011 – 101 Eesti pühapaika
- 2013 – Igal hädal oma arst, igal tõvel ise tohter. Sissevaade Eesti rahvameditsiini
- 2015 – Eestlase eluring
- 2017 – Estonian Heritage (published in English, co-authored by Riin Alatalu)
- 2017 – Loomad eestlaste elus ja folklooris[7]
- 2018 – Pärimusaabits lastele ja suurtele
- 2022 –  Eesti mütoloogia algajale[8]

## Fordítás
- Ez a szócikk részben vagy egészben  a   Marju Kõivupuu című angol Wikipédia-szócikk ezen változatának fordításán alapul.  Az eredeti cikk szerkesztőit annak laptörténete sorolja fel. Ez a jelzés csupán a megfogalmazás eredetét és a szerzői jogokat jelzi, nem szolgál a cikkben szereplő információk forrásmegjelöléseként.